# Сурано
Сурано (італ. Surano, сиц. Suranu) — муніципалітет в Італії, у регіоні Апулія,  провінція Лечче.
Сурано розташоване на відстані близько 540 км на південний схід від Рима, 175 км на південний схід від Барі, 39 км на південний схід від Лечче.
Населення — 1685 осіб (2014).

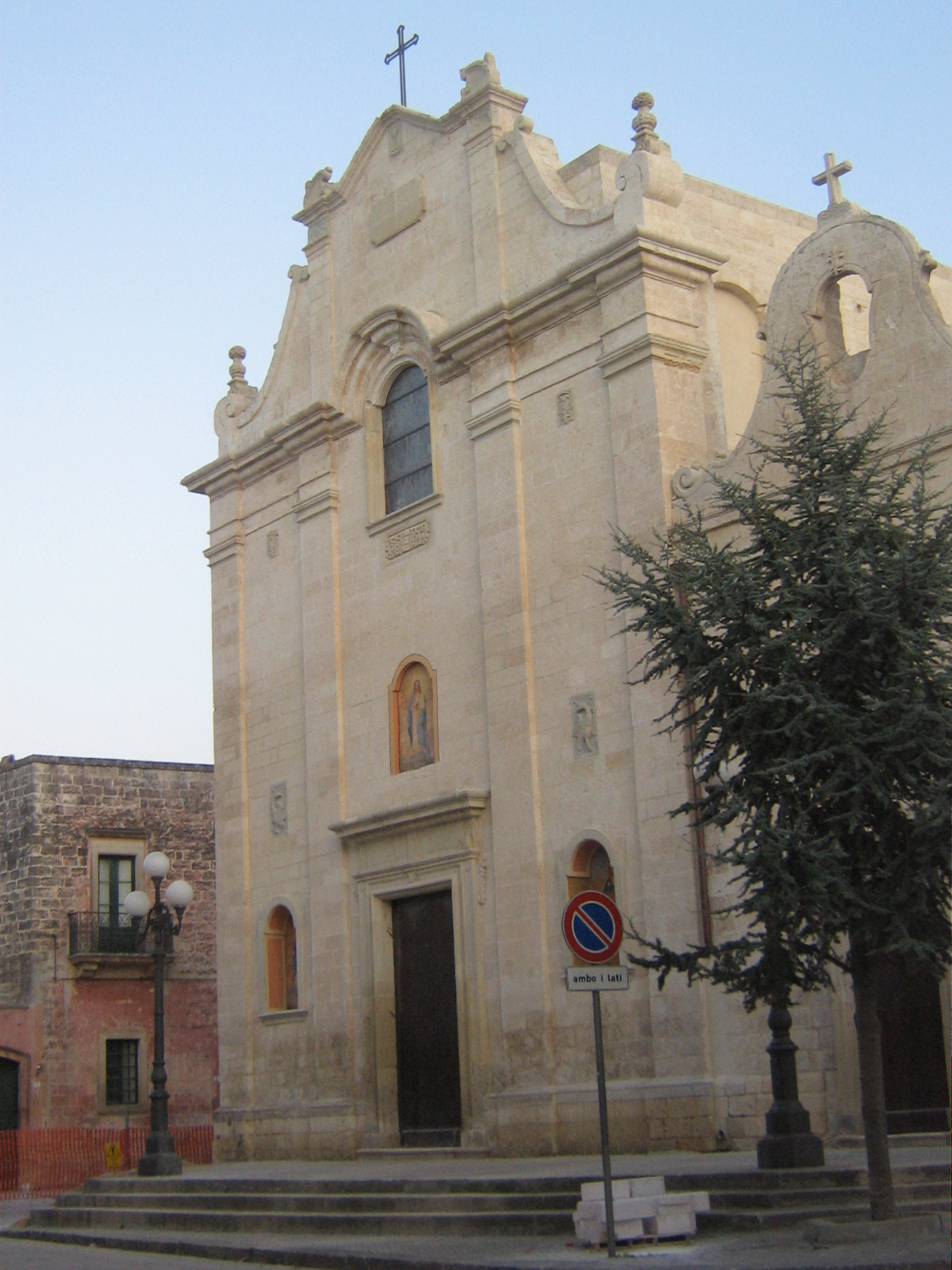

Щорічний фестиваль відбувається 14-16 серпня. Покровитель — Beati martiri idruntini.

## Демографія
Населення за роками:

Станом на 1 січня 2023 року в муніципалітеті офіційно проживали 53 іноземці з 13 країн, серед них 13 громадян країн Євросоюзу та 2 громадяни України.

## Сусідні муніципалітети
- Андрано
- Монтезано-Салентіно
- Ночилья
- Поджардо
- Спонгано